# استئجار امرأة (فلم)
استئجار امرأة (بالإنجليزية: Hire a Woman) هو فيلم كوميدي رومانسي نيجيري صدرَ عام 2019 من إنتاج وإخراج الثنائي شينيلوف إيزي وإيفياني إيكبوني ومن بطولة أوزور أروكوي ونانسي إيسيم وأليكس إيكوبو. حقق الفيلم نجاحًا في شباك التذاكر حيث حقق أرباحًا بلغت 20.8 مليون ين في جميع أنحاء العالم وحقق أعلى نسبة أرباح في آذار/مارس 2019 في نيجيريا وهو ما جعلهُ يدخل في منافسةٍ مع أفلام هوليوديّة صدرت في نفس العام.

## طاقم التمثيل
| - اوزور اروكوي في دور جِيد - نانسي إيسيم في دور تيني | - بليندا عفة في دور زينب - أليكس إيكوبو في دور إيمكا | - إيفو إينادا في دور جين - مايك جودسون في دور نات | - إيريكا نليوديم في دور نيفيمي - أوشي نوايفونا في دور تويوسي |